# Justin Wilson (baseball)
Pour les articles homonymes, voir Justin Wilson et Wilson.
Justin James Wilson (né le 18 août 1987 à Anaheim, Californie, États-Unis) est un lanceur de relève gaucher des Reds de Cincinnati de la Ligue majeure de baseball.

## Carrière

### Pirates de Pittsburgh
Joueur des Bulldogs de l'Université d'État de Californie à Fresno, Justin Wilson est un choix de cinquième ronde des Pirates de Pittsburgh en 2008.
Dans les ligues mineures avec les Indians d'Indianapolis (AAA), Wilson lance les premières sept manches et un tiers d'un match sans coup sûr combiné avec ses coéquipiers Jose Diaz et Doug Slaten le 29 avril 2012 contre les Bulls de Durham. Le 10 août suivant, il réussit un match sans point ni coup sûr dans un gain de 3-0 d'Indianapolis sur les Knights de Charlotte, la rencontre étant arrêtée en milieu de huitième manche à cause de la pluie.

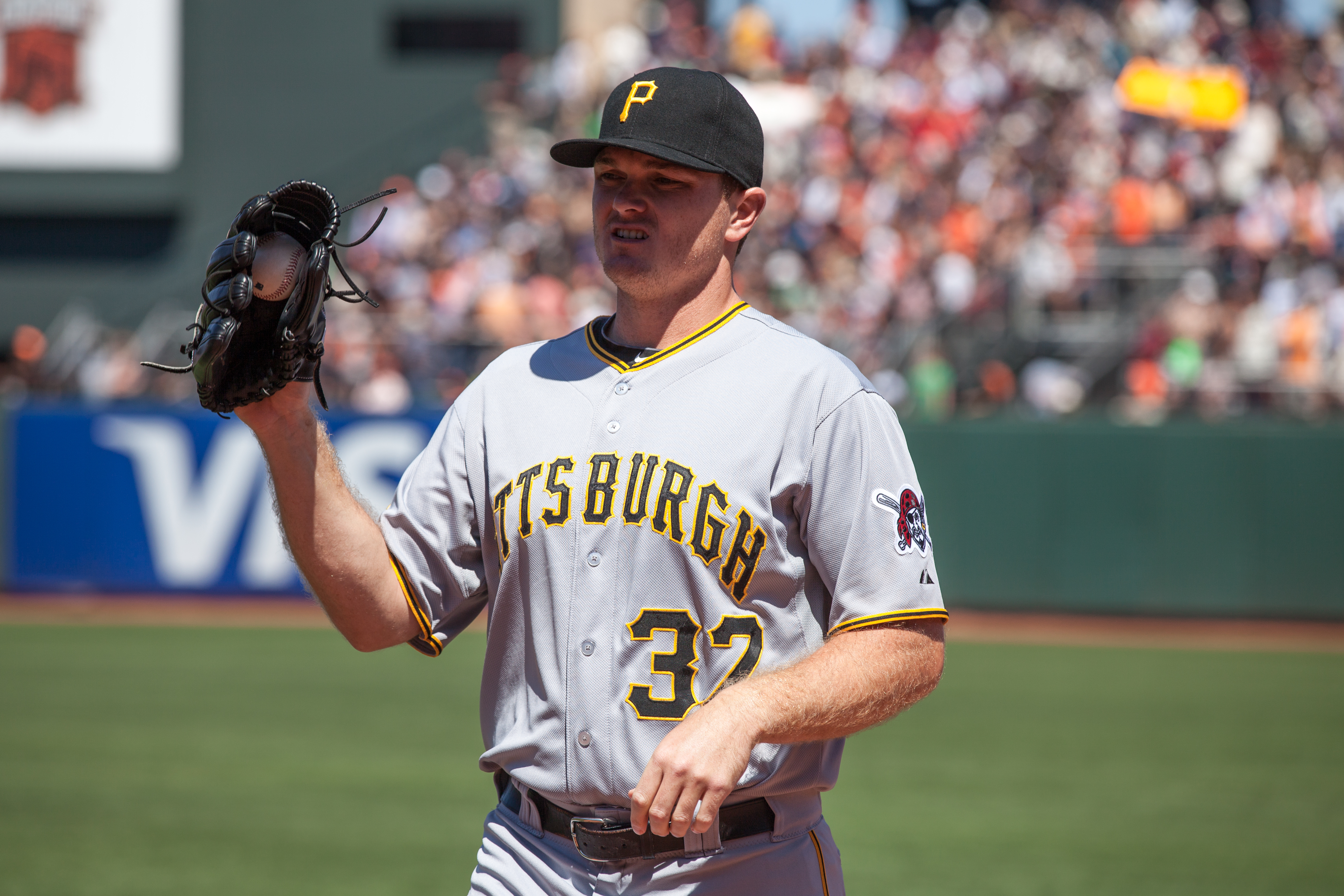
Wilson en 2014 avec Pittsburgh.

Wilson, un lanceur gaucher, fait ses débuts dans le baseball majeur avec les Pirates le 20 août 2012 comme releveur contre les Padres de San Diego.
Il connaît une brillante saison 2013 au sein d'un dominant personnel de releveurs à Pittsburgh : amené 58 fois au monticule, il maintient une moyenne de points mérités d'à peine 2,08 en 73 manches et deux tiers lancées, avec 6 victoires et une seule défaite. Les frappeurs gauchers limités à une OPS de ,501 ont particulièrement de fil à retordre contre Wilson.
Il ne répète pas ses bonnes performances en 2014, où sa moyenne de points mérités s'élève à 4,20 en 60 manches lancées en 70 matchs.

### Yankees de New York
Le 12 novembre 2014, les Pirates échangent Wilson aux Yankees de New York contre le receveur Francisco Cervelli.
En 61 manches lancées lors de 74 apparitions en relève pour les Yankees en 2015, sa seule saison à New York, Wilson réussit 66 retraits sur des prises et affiche une moyenne de points mérités de 3,10. Il remporte 5 victoires contre aucune défaite.

### Tigers de Détroit
Le 9 décembre 2015, les Yankees échangent Wilson aux Tigers de Détroit contre les lanceurs droitiers des ligues mineures Chad Green et Luis Cessa.
Sa moyenne de points mérités se chiffre à 4,14 en 58 manches et deux tiers lancées pour Détroit à sa première saison chez les Tigers en 2016, mais ses bonnes performances la saison suivante en font une monnaie d'échange attrayante à l'approche de la date limite des transactions. En 42 sorties et 40 manches et un tiers lancées pour Détroit en 2017, Wilson abaisse sa moyenne à 2,68 points mérités accordés par partie. Il hérite de plus du rôle de stoppeur des Tigers et réalise 13 sauvetages.

### Cubs de Chicago
Le 31 juillet 2017, les Tigers de Détroit échangent Wilson et le receveur Alex Avila aux Cubs de Chicago pour un joueur à nommer plus tard et deux joueurs des ligues mineures, l'arrêt-court Isaac Paredes et le joueur de troisième but Jeimer Candelario.